# Thomas Lipton
Sir Thomas Johnstone Lipton (10. května 1848 Glasgow — 2. října 1931 Londýn) byl britský podnikatel, zakladatel firmy Lipton, která patří k největším světovým producentům čaje.
Jeho rodiče se do Glasgowa přistěhovali z Irska v době hladomoru a provozovali malé hokynářství ve čtvrti Gorbals. Thomas nastoupil v patnácti letech na loď jako plavčík a odcestoval do USA, kde pracoval v zemědělství i v obchodě. Po návratu do Skotska si roku 1871 otevřel v Anderstonu vlastní obchod s potravinami. Byl průkopníkem moderních marketingových metod, získával stále více zákazníků a otvíral filiálky po celé Británii i v zámoří. Využil rostoucí poptávky po čaji mezi méně majetnými vrstvami, roku 1890 navázal spolupráci s majitelem cejlonských čajových plantáží Jamesem Taylorem. Díky zajištěnému přísunu suroviny se obešel bez překupníků a mohl tak prodávat levněji než konkurence. Zavedl také nové praktické balení čaje do žlutých krabiček opatřených červenou nálepkou s nápisem Lipton. Toto zjednodušení přepravy a skladování umožnilo čaji, aby si déle uchoval chuť i vůni. Lipton se zabýval i vlivem tvrdosti vody na kvalitu čaje; nechal si zjistit, jaká je v kterém kraji voda, a podle toho vybíral pro místní zákazníky nejvhodnější sorty. Firmu vedl do roku 1927, kdy přenechal kontrolní balík akcií společnosti Van Der Berghs.
V roce 1898 získal titul rytíře a roku 1902 se stal baronetem. V roce 1901 mu král Eduard VII. udělil Královský řád Viktoriin. Lipton byl členem zednářské lóže Scotia 178, věnoval se i charitě: za první světové války financoval zdravotní pomoc pro vojáky na frontě. Na Srí Lance je po něm pojmenována jeho oblíbená vyhlídka Lipton's Seat.
Byl také nadšeným sportovcem. Pětkrát se zúčastnil jachtařského závodu o Pohár Ameriky; ani jednou nevyhrál, ale dostal zvláštní cenu jako nejaktivnější vyzyvatel. V roce 1909 založil mezinárodní klubový fotbalový turnaj Sir Thomas Lipton Trophy, věnoval také cenu pro vítěze zápasu mezi Argentinou a Uruguayí, známou jako Copa Lipton.
Zemřel bez dědiců a veškeré jmění odkázal na dobročinné účely.